# Ernesto Zardini
Ernesto Zardini, född 5 juni 1908 i Cortina d'Ampezzo, död 1939, var en italiensk vinteridrottare. Han deltog i olympiska spelen 1932 i Lake Placid. I Lake Placid kom han på 14:e plats i backhoppning. I nordisk kombination kom han på 12:e plats.